# Perforation gastro-intestinale
 (novembre 2019).
Si vous disposez d'ouvrages ou d'articles de référence ou si vous connaissez des sites web de qualité traitant du thème abordé ici, merci de compléter l'article en donnant les références utiles à sa vérifiabilité et en les liant à la section « Notes et références ».

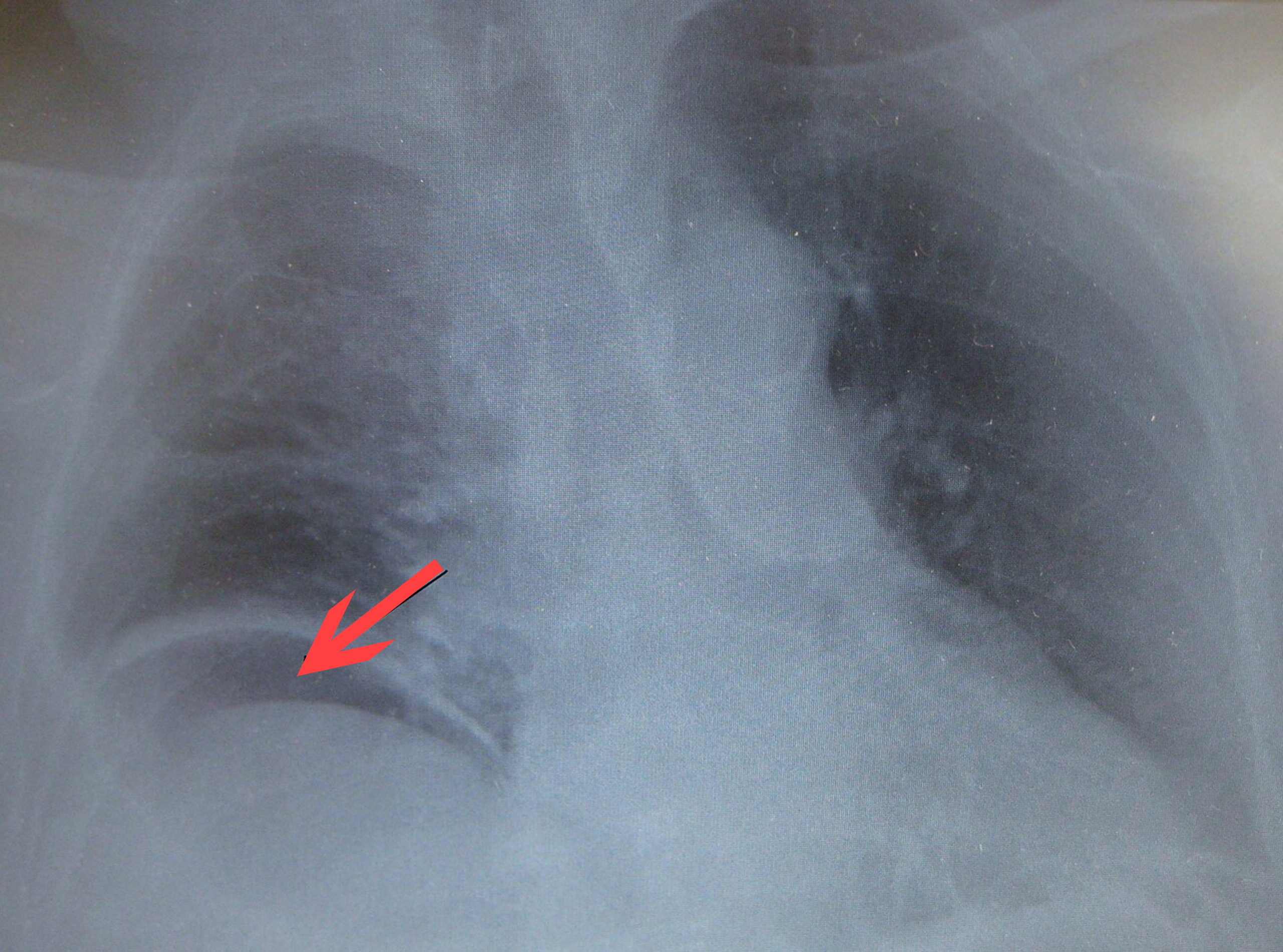
Radiophotographie thoracique montrant la présence d'air sous le diaphragme (flèche), due à une perforation gastro-intestinale.

La perforation gastro-intestinale est la formation d'un trou dans la paroi gastro-intestinale que cela soit au niveau de l'œsophage, de l'estomac, de l'intestin grêle ou du gros intestin. Cette perforation peut être liée à une complication de maladie digestive, à une plaie pénétrante de l'abdomen,  ou à un accident médical.
L'un des principaux signes de diagnostic est une douleur importante. La perforation gastro-intestinale, à risque de péritonite, est une urgence chirurgicale.